# Блекинге (провинция)
 Тази статия е за историческата провинция.  За административната единица вижте Блекинге (лен).  
Блекинге (на шведски: Blekinge) е историческа провинция на Швеция, но територията и границите ѝ съвпадат със сегашната административна лен Блекинге. Името произлиза от шведската дума „bleke“, означаваща „спокоен“ (спокойно море). Тя граничи на север със Смоланд, на запад със Сконе, а източните и южните и брегове се моят от Балтийско море.

## История
Намирайки се на границата между Швеция и Дания Блекинге често е била бойно поле помежду им, и е била разграбвана и опожарявана многократно. По силата на договора от Роскиле Сконеланд (Сконе, Халанд, Блекинге и Борнхолм) е присъединена към Швеция. Като следствие крал Карл XI основава градовете Карлскруна и Карлсхамн. Карлскруна става голямо военно пристанище и до днес е база на шведския флот.
Най-стария град в Блекинге е Ронебю, за който има информация от 13 век и е обявен за град през 1387 г. Друг стар град е Сьолвесбори, обявен за такъв през 1445 г.

## Култура
Карлскруна е обявен за град от Световното наследство на ЮНЕСКО и е един от членовете на Организацията на градовете световно наследство.
В Блекинге се говори блекингски език (шв. Blekingska), един от Сконските диалекти.